# 張り出し櫓

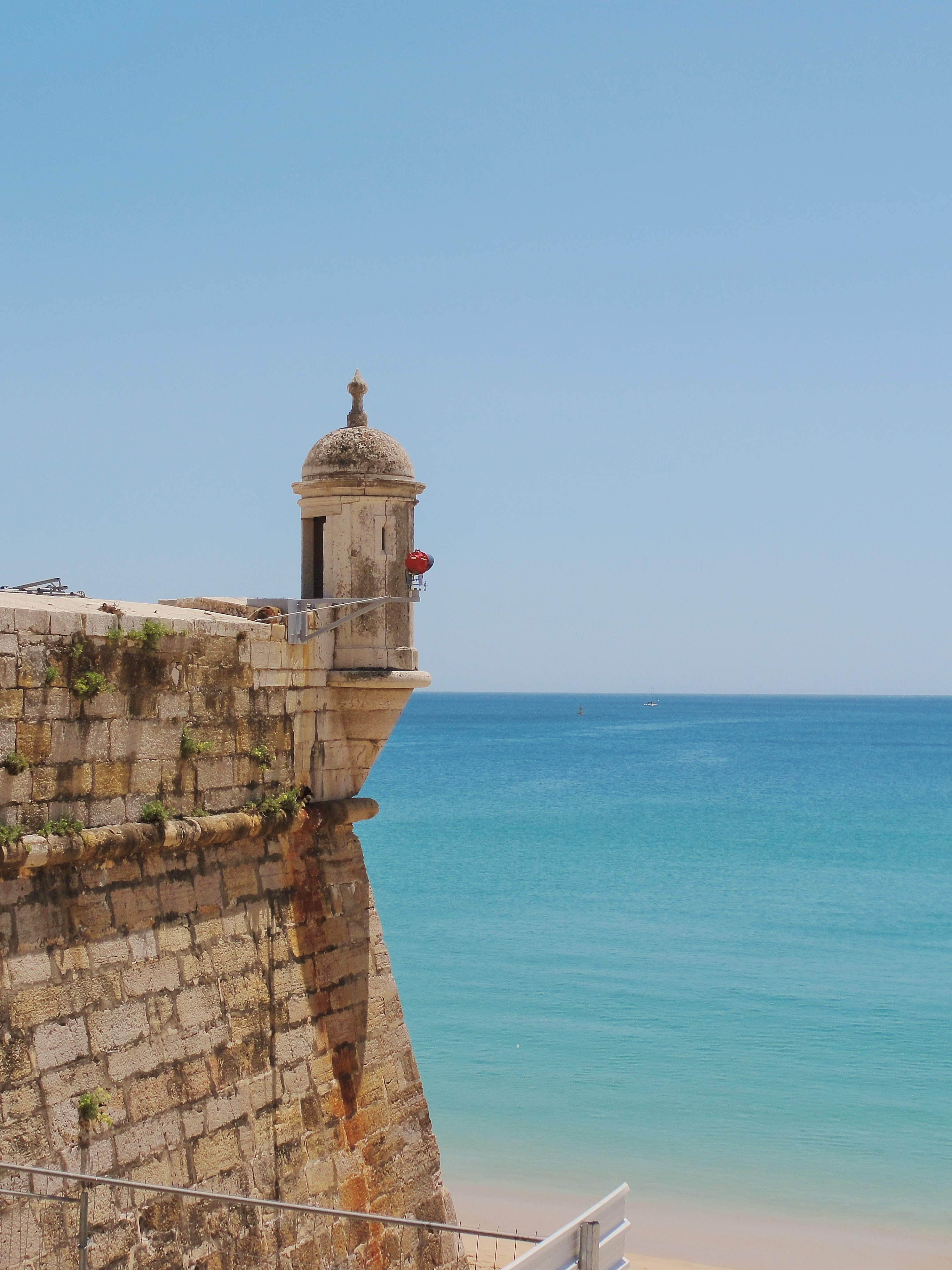
Forte de Santiago de Sesimbra

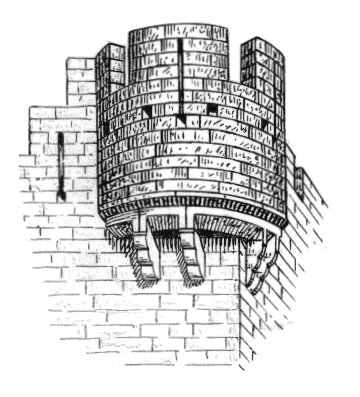

張り出し櫓（はりだしやぐら、英語: Bartizan バルティザン）は、中世の城や城壁などの建築物で、壁から張り出して上に向かって伸びている小さい塔。タレットの一種で、壁から突き出しているものを指す。

## 概要
13世紀中頃から16世紀頃までの城郭建築によく用いられた。特に14世紀以降のスコットランドやイングランド北部で流行した建築様式である。初期の張り出し櫓の中には壁面下方に長く伸びているものもあるが、中世後期以降の張り出し櫓は城壁や城の隅部の胸壁より上に造られた。城を防御する側が隣接する壁に対して援護射撃するための突き出た場所を提供するのに使われた。大型の側防塔に比して比較的安価に建てられるため、戦術上有利な地点に設ける必要不可欠な施設であった。土台がある側防塔やタレットに比して、掘削されるおそれがないという軍事的利点もあった。
張り出し櫓は「持ち送り積み」で壁面から突出しており、多くの場合は円形断面であった。張り出し櫓の上部は胸壁となっていたり、本体に狭間窓（射眼、銃眼）が設けられていて射撃のための視界を確保していた。また、下部に石や熱した油を落とすための出し狭間が開けられていることもあった。